# Libero Lo Sardo
Libero Lo Sardo (Castellammare di Stabia, 10 dicembre 1943) è un generale italiano, presidente dell'Associazione Nazionale Carabinieri.

## Biografia
Nato a Castellammare di Stabia, in provincia di Napoli, e figlio di un generale dei Carabinieri, dal 1962 al 1964 ha frequentato l'Accademia militare di Modena, da cui è uscito con il grado di sottotenente di cavalleria nel 1964; dal 1965 al 1967 ha frequentato la Scuola di Applicazione d'Arma di Torino. La sua formazione continua nell'Arma dei Carabinieri presso la Scuola Ufficiali, da cui è uscito l'11 agosto 1968 con il grado di tenente.
Da Ufficiale inferiore ha guidato le compagnie dei Battaglioni mobili di Napoli e Laives (BZ) ed i Comandi territoriali delle Compagnie nelle città di Sestri Levante, Trieste e Napoli e, promosso maggiore, ha prestato servizio presso lo stato maggiore (Ufficio Operazioni) della Divisione carabinieri "Ogaden" a Napoli. Con il grado di tenente colonnello, ha retto il comando del Nucleo Radiomobile di Roma e successivamente, per tre anni, il comando Provinciale di Catanzaro, durante il periodo del sequestro di Carlo Celadon.
Dal luglio del 1990 è stato chiamato a ricoprire il delicato incarico di Capo Ufficio del Capo di stato maggiore dell'Arma dei Carabinieri. Promosso colonnello il 1º gennaio 1993, ha diretto la Scuola allievi carabinieri di Roma e il comando provinciale di Firenze (settembre 1996 - giugno 1998), per ricoprire successivamente l’incarico di Capo del V Reparto del Comando generale dell’Arma dei Carabinieri, fino ad ottobre 2000. Con il grado di generale di brigata, ha assunto il comando della Legione Carabinieri “Piemonte e Valle d’Aosta”
(ottobre 2000 - ottobre 2001), quindi l’incarico di Capo del V Reparto dello Stato Maggiore della Difesa, fino
all’ottobre 2004. Promosso generale di divisione il 1º gennaio 2003, è stato Comandante della Legione Carabinieri “Lazio”
dall’ottobre 2004. Il 1º gennaio 2006 è stato promosso generale di corpo d'armata e il 27 febbraio 2006 ha assunto l’incarico
di Comandante interregionale carabinieri del “Nord Est”, con sede in Padova, che ha alle dipendenze le Regioni
Veneto, Friuli-Venezia Giulia, Trentino-Alto Adige ed Emilia-Romagna.

### Incarichi successivi

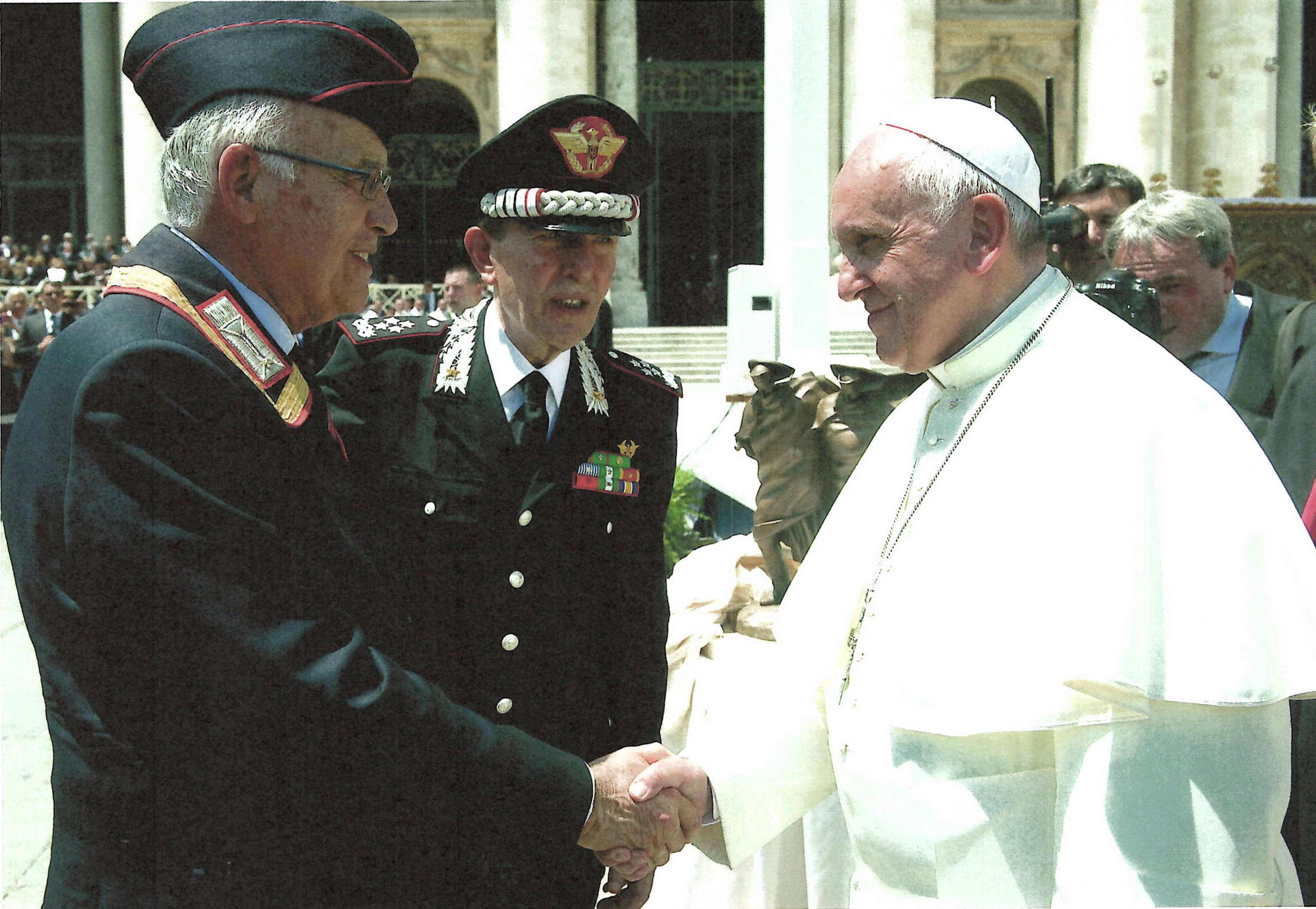
Libero Lo Sardo con Papa Francesco e Leonardo Gallitelli (al centro)

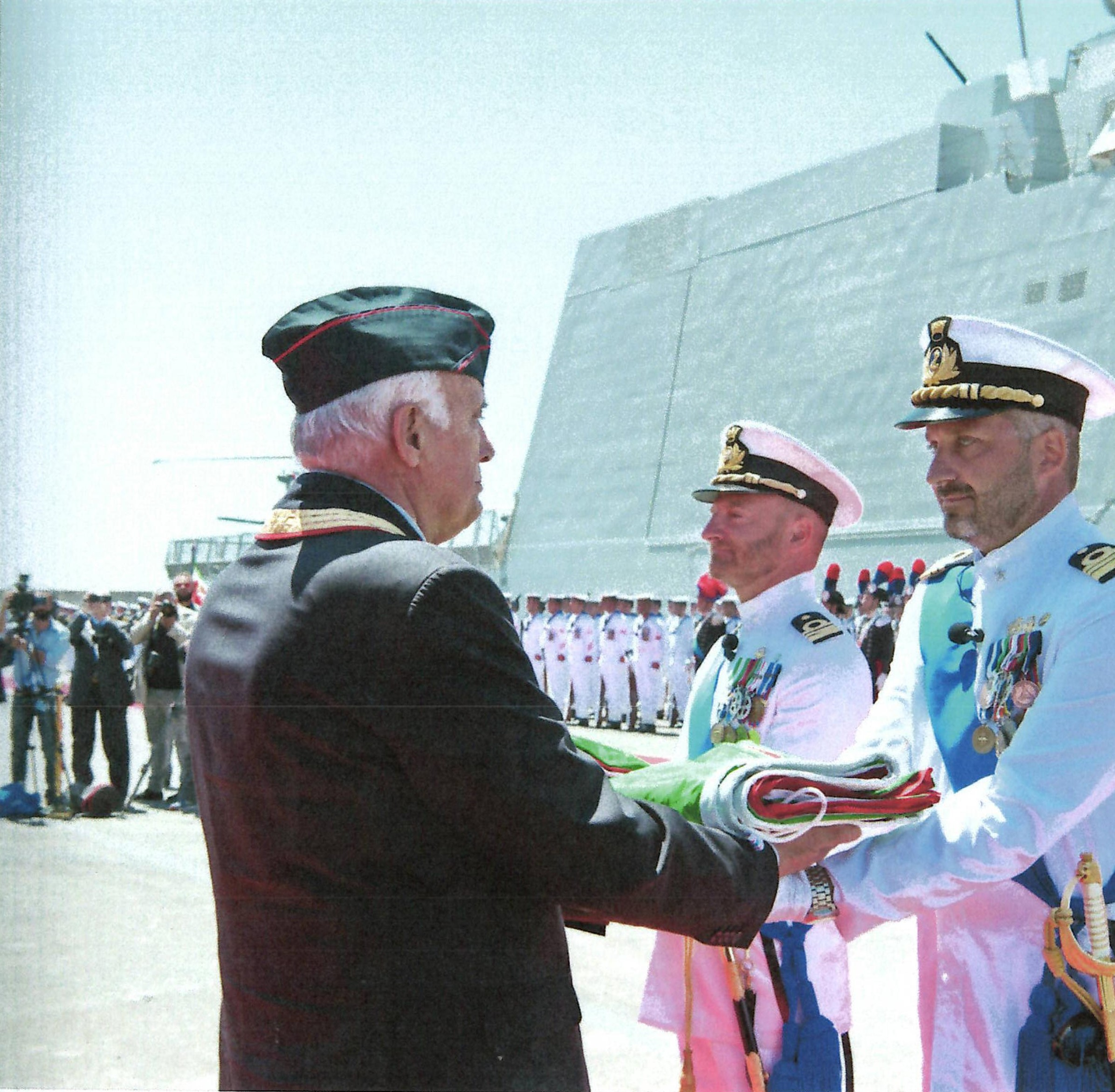
Libero Lo Sardo consegna la bandiera di combattimento al comandante della Nave carabiniere

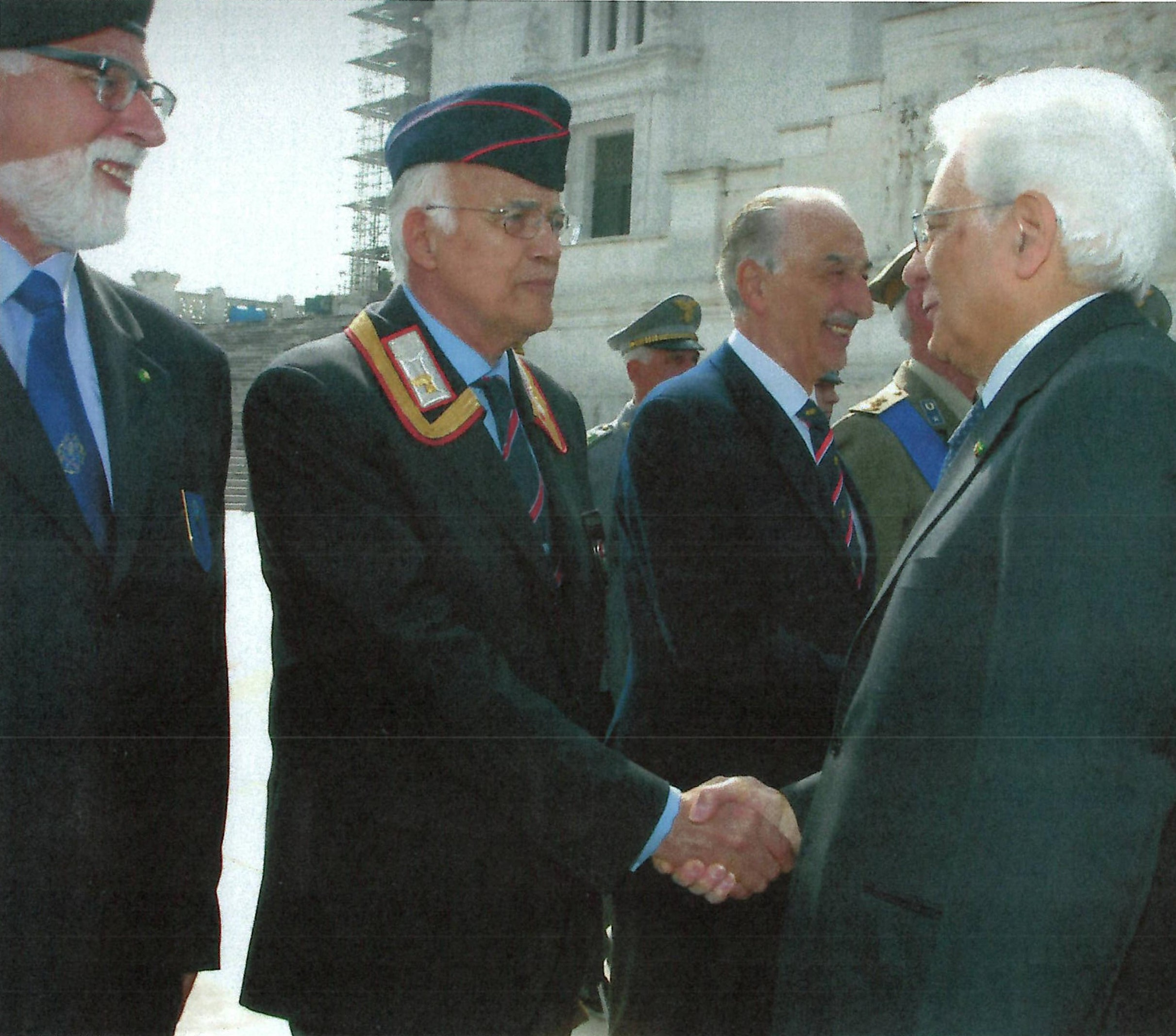
Libero Lo Sardo con Sergio Mattarella, alla Festa della Repubblica Italiana

In data 22 dicembre 2008 è stato eletto Presidente Nazionale dell’Associazione Nazionale Carabinieri con sede in Roma; è stato riconfermato nel 2013, nel 2018 e nel 2023.
Proprio durante il secondo mandato si rilevano due momenti significativi:
il 6 giugno 2014 a Piazza San Pietro, durante le celebrazioni del Bicentenario di fondazione della Benemerita riceve dal Santo Padre una testimonianza di vicinanza all'Arma e il 9 giugno 2017, durante la Festa della Marina Militare, la consegna della bandiera di combattimento per la fregata Nave carabiniere.

## Premi e riconoscimenti

### Riconoscimenti
- Encomio solenne "Scoperta e arresto degli autori del noto sequestro Celadon" Calabria[3]